# 유로팝
유로팝(Europop)은 1960년대 중반에서 후반에 유럽에서 시작되어 1970년대  후반에 오늘날의 형태로 발전한 팝 음악 스타일이다. 유로팝은 1980년대와 1990년대에 차트 1위를 차지했고 2000년대에 부활하여 적당히 감상되었다. 중독성 있는 비트, 매끈한 노래, 경쾌한 가사가 특징이다. 스웨덴 그룹 ABBA가 이 장르를 대중화한 것으로 종종 평가받는다. 현대 유로팝은 유로댄스와 겹치지만 후자는 클럽과 하이에너지에 더 가깝다.

## 같이 보기
- 유로디스코
- 유로댄스
- 유로비트